# 天城教会
天城教会（あまききょうかい）は、岡山県倉敷市藤戸町天城にある日本基督教団の教会である。会堂は岡山県重要文化財に指定されている。

## 歴史
1880年に日本組合基督教会の岡山教会が設立されて、岡山県の伝道が発展する。天城出身の加藤寿が、倉敷にいた川越義雄伝道師を招いて、津田家など数か所で家庭集会を開くようになる。
J・ペティとO・ケーリの2人のアメリカン・ボードの宣教師が金森通倫と共に来援する。
1882年4月に講義所を開いて1883年夏には、同志社神学生と亀山昇を夏期伝道師として迎える。1884年に亀山が常住の伝道師になり、1884年11月19日に教会設立式を行った。
1886年に亀山が辞任すると、本多勝次郎が伝道師になった。1889年に本多が辞任するが、1890年に吉田伊平の建築により、会堂を建設する。
1899年に片山猪之吉が牧師として定住する。1918年には中桐壽平が伝道師として赴任し、幼稚園を設立する。戦争中は倉敷教会と合同して礼拝するが、戦後自立して山村好美が定住して牧会する。
この会堂は1977年に岡山県指定史跡になっている。